# Concordia Ball
Der Concordia Ball ist ein alljährlicher Ball der vom Presseclub Concordia veranstaltet wird und im Wiener Rathaus stattfindet. Er ist eine der ältesten und gehobensten Wiener Tanzveranstaltungen.

## Geschichte
Der 1859 gegründete Journalisten- und Schriftstellerverein Concordia veranstaltete erstmals am 19. Jänner 1863 in den Sofiensälen seinen eigenen Ball. Seit seinen Anfängen wurde der Ball von Berühmtheiten aus Politik, Gesellschaft und Kunst besucht und diente somit zur Intensivierung der Kontakte zwischen der Presse und wichtigen Persönlichkeiten aus dem In- und Ausland. Neben der gesellschaftlichen Anerkennung war der Ball auch von finanzieller Bedeutung für die Concordia. Im Gegensatz zu anderen Wiener Bällen bestand das Publikum in erster Linie nicht aus Adeligen, sondern aus dem liberalen Bürgertum. Namhafte Komponisten widmeten dem Ball eigene Kompositionen. Johann Strauß widmete der Concordia etwa den "Morgenblätter"-Waltzer, welcher 1864 am Ball erstmals aufgeführt wurde, ebenso wie der "Abendblätter"-Waltzer von Jacques Offenbach. Eduard Strauß leitete zumeist das Ballorchester. Insgesamt wurden rund 40 von den Brüdern Strauß komponierte Waltzer auf Concordia Bällen uraufgeführt, ebenso wie Werke von Franz Lehár, Carl Millöcker, Franz von Suppè und Carl Michael Ziehrer.
Auch die auf den Concordia Bällen verteilten Damenspenden wurden nicht selten von Künstlern gestaltet. 1909 etwa, zum 50. Geburtstag der Concordia, wurde die Damenspende von Josef Hoffmann und Koloman Moser im Design der Wiener Werkstätte gestaltet.
Mit der Zeit wuchs das Renommée des Balles und zählte während der Monarchie zu den exklusivsten Bällen der Haupt- und Residenzstadt Wien. Einer der regelmäßigen Besucher war Kronprinz Rudolf. Bis 1914 fand der Ball alljährlich statt und entfiel nur im Jahr 1889, dem Jahr von Kronprinz Rudolfs Freitod, sowie im Jahr 1913.
In der Zwischenkriegszeit fand der Concordia Ball elf Mal in den Jahren 1921 bis 1931 statt, wobei sich neben Tradition auch Neuerungen bemerkbar machten. So wurden von Vertretern des öffentlichen Lebens vermehrt Reden von politischer Bedeutung gehalten, in denen die Probleme jener Zeit deutlich aufgegriffen wurden. Zudem fand der Ball nunmehr in den Konzerthaussälen statt. In einem Bericht der Neuen Freien Presse zum ersten Nachkriegsball wird festgehalten, dass Uniformen seltener geworden sind, die hohen Beamten und Funktionäre nunmehr bürgerlicher aussehen und so viel getanzt wurde, wie nie zuvor. Zum ersten Mal wurde auch Foxtrott getanzt.
Nach dem Ersten Weltkrieg und dem Zusammenbruch der Monarchie verschwand die Bedeutung des Balles, bis er Anfang der 1930er Jahre während der Weltwirtschaftskrise vorübergehend eingestellt wurde. Der letzte Concordia Ball vor der Zwischenkriegszeit fand im Februar 1931 statt und konnte nur noch einen geringeren materiellen Erfolg einbringen. Der damalige Concordia Präsident Leopold Lipschütz wies in seiner Ansprache am Ball auf die wirtschaftliche Krise hin, hielt jedoch fest, man wolle sich "ein bißchen im Vergessen üben." Doch Anfang 1932 entschied sich die Concordia dann endgültig dazu, den Ball abzusagen. Begründet wurde dies "mit Rücksicht auf die ungünstige wirtschaftliche Lage" und dem "Elend der großen Massen", wodurch es unpassend erscheint, dass "während so viele Personen hungern und frieren, sich ein Teil der Bevölkerung in Balltoilette und Frack vergnügt."
Auch zur Zeit des Ständestaates wurde der Ball nicht wieder aufgenommen. Nach dem „Anschluss Österreichs“ wurde die Concordia von den Nationalsozialisten 1938 zwangsaufgelöst und ihr Vermögen, welches unter anderem auf erfolgreich durchgeführte Bälle zurückzuführen war, beschlagnahmt.
Der Presseclub Concordia wurde zwar 1946 wieder aktiviert, jedoch sollte es erst 1960 zur Wiederbelebung des Concordia Balles durch den Präsidenten Rudolf Kalmar mit der Unterstützung von Vizebürgermeister Hans Mandl kommen. Der Concordia Ball findet seitdem nicht mehr in der Faschingszeit statt, sondern als Sommerball während der Wiener Festwochen im Wiener Rathaus, wodurch er auch vermehrt ausländische Gäste anzieht.
Als Folge der Covid-19-Pandemie musste der Concordia Ball 2020 und den darauffolgenden Jahren gleich mehrmals abgesagt werden. Im Jahr 2022 wurde neben der Pandemie auch der kürzlich zuvor erfolgte russische Einmarsch in die Ukraine als Grund angeführt, von einer Abhaltung des Balles vorerst abzusehen.
Nach dreijähriger Unterbrechung fand der Concordia Ball schließlich im Mai 2023 erneut im Wiener Rathaus statt. 160 Jahre nach dem ersten Concordia Ball wurde in der Einladung besonders auf die anhaltend große Bedeutung des freien Journalismus für die Gesellschaft hingewiesen. Die Einnahmen des Balles 2023 kamen der vom Presseclub Concordia bereitgestellten juristischen Unterstützung von Journalisten zugute.